# Sly Stone
Sylvester Stewart (Denton, 15 de março de 1943 – Los Angeles, 9 de junho de 2025), mais conhecido pelo seu nome artístico Sly Stone, foi um músico, compositor e produtor musical norte-americano. Ele foi o líder da banda Sly and the Family Stone, desempenhando um papel crucial no desenvolvimento do soul psicodélico e do funk com sua fusão pioneira de soul, rock, psicodelia e gospel nas décadas de 1960 e 1970.
A AllMusic afirmou que "James Brown pode ter inventado o funk, mas Sly Stone o aperfeiçoou", creditando-o por "criar uma série de discos eufóricos, mas politicamente carregados, que provaram ser uma enorme influência em artistas de todas as origens musicais e culturais". A revista Crawdaddy! o creditou como o fundador do movimento "progressive soul".
Nascido em Denton, Texas, e criado na cidade de Vallejo, na Baía de São Francisco, no norte da Califórnia, Stone dominou vários instrumentos desde cedo e performou música gospel quando criança com seus irmãos (e futuros colegas de banda) Freddie e Rose. Em meados da década de 1960, ele trabalhou tanto como produtor musical para a Autumn Records quanto como disc jockey para a estação de rádio de São Francisco KDIA. Em 1966, Stone e seu irmão Freddie uniram suas bandas para formar Sly and the Family Stone, um grupo racialmente integrado e com membros de ambos os gêneros. O grupo emplacaria sucessos como "Dance to the Music" (1968), "Everyday People" (1968), "Thank You (Falettinme Be Mice Elf Agin)" (1969), "I Want to Take You Higher" (1969), "Family Affair" (1971) e "If You Want Me to Stay" (1973), além de álbuns aclamados, incluindo "Stand!" (1969), "There's a Riot Goin' On" (1971) e "Fresh" (1973).
Em meados da década de 1970, o uso de drogas e o comportamento errático de Stone efetivamente puseram fim ao grupo, levando-o a gravar vários álbuns solo sem sucesso. Ele fez turnês ou colaborou com artistas como Parliament-Funkadelic, Bobby Womack e Jesse Johnson. Em 1993, foi introduzido no Rock and Roll Hall of Fame como membro do grupo. Ele participou de uma homenagem ao Sly and the Family Stone no Grammy Awards de 2006, sua primeira apresentação ao vivo desde 1987.
Stone lançou sua autobiografia, "Thank You (Falettinme Be Mice Elf Agin)(en)", em 2023. Ele faleceu em junho de 2025, aos 82 anos de idade.

## Carreira Musical

### O início da carreira musical
A família Stewart era uma família profundamente religiosa de classe média de Denton, Texas. Os pais, K.C. e Alpha Stewart, mantiveram a família unida sob as doutrinas da Igreja de Deus em Cristo (COGIC) e incentivaram a expressão musical no agregado familiar. Nascido em 15 de março de 1943, Sylvester Stewart foi o segundo de cinco filhos criados em Vallejo, California, no norte de San Francisco Bay Area. Depois a família mudar-se de Denton, Texas para Vallejo, Sylvester e seu irmão Freddie e suas irmãs Rose e Vaetta formaram o "The Stewart Four" como crianças, cantando música gospel na Igreja de Deus em Cristo e até mesmo a gravando uma única versão local de um single, 78 rpm, "On the Battlefield" b/w "Walking in Jesus' Name", em 1952. A irmã mais velha, Loretta, foi a única das crianças Stewart a não seguir uma carreira musical. Todas as outras crianças Stewart viriam a adoptar o sobrenome "Stone" e tornar-se membros da Sly & the Family Stone.
Sylvester foi um prodígio musical desde tenra idade. Na época em que ele tinha sete anos Sylvester já havia se tornado proficiente nos teclados. Com a idade de onze anos Sylvester dominava a guitarra, baixo e bateria também. Enquanto ainda estava no colegial, Sylvester aprendeu a tocar vários instrumentos, estabelecendo-se principalmente na guitarra, e se juntou a uma série de bandas colegiais. Uma delas foi a Viscaynes, um grupo doo-wop, no qual Sylvester e seu amigo filipino, Frank Arelano, eram os únicos membros não-brancos. O fato de que o grupo era integrado fez o Viscaynes "criar neurastenia" aos olhos de seu público, e, mais tarde, inspirar a ideia de Sylvester uma The Family Stone multicultural. O Viscaynes lançou alguns singles locais, incluindo "Yellow Moon" e "Stop What You Are"; durante o mesmo período, Sylvester também gravou alguns singles solo sob o nome de Danny Stewart. Com seu irmão, Fred, formou vários grupos de curta duração, como the Stewart Bros.
"Sly" era um apelido comum para Sylvester durante seus anos na escola. Um colega de classe pronunciava seu nome incorretamente como "Slyvester" e desde então o apelido pegou. Em meados da década de 1960, Stone trabalhou como disc jockey para a estação de rádio soul KSOL de San Francisco, California, onde ele incluiu artistas brancos, como os Beatles e os Rolling Stones em sua lista de reprodução. Durante o mesmo período, ele trabalhou como produtor musical para a Autumn Records, produzindo para as bandas da área de San Francisco, tais como The Beau Brummels, The Mojo Men, Bobby Freeman e a primeira banda de Grace Slick, a Great Society. Adotando o nome de palco "Sly Stone", ele então formou "The Stoners" em 1966 que incluía Cynthia Robinson no trompete. Com ela começou a sua próxima banda, Sly and the Family Stone. Stone, Robinson, e Fred Stewart juntaram-se a Larry Graham, Greg Errico, e Jerry Martini, todos eles com estudo de música e com trabalhos em vários grupos amadores. Rosie Stone se juntou ao grupo logo depois. Trabalhando em torno da área da baía em 1967, esta banda multirracial causou uma forte impressão. Nas primeiras gravações Little Sister: Vet Stone, Mary McCreary, e Elva Mouton fizeram o backing vocal. Em 1968, a irmã Rosie Stone (piano e vocal) se juntou à banda.
Stone era influente na orientação que a rádio KSOL-AM tinha para a música soul e começaram a chamá-la a estação K-SOUL. A segunda foi uma estação de música soul popular (sem o apelido de K-SOUL), na 107.7 FM (hoje conhecida como KSAN). A KSOL atual tem um formato diferente e está relacionada com as duas estações anteriores.

### Os sucessos da Sly & the Family Stone
Junto com James Brown e a Parliament-Funkadelic, Sly & the Family Stone foram os pioneiros do funk do final dos anos 1960 e início dos anos 70. Sua fusão de R&B, melodias infecciosas e temas psicodélicos criou um novo pop/soul/rock híbrido, cujo impacto se revelou duradouro e generalizada. O produtor da Motown Norman Whitfield, por exemplo, padronizou as incursões do rótulo em uma direção forte com material socialmente relevante (como as músicas do The Temptations "Runaway Child" e "Ball of Confusion"), baseadas neste som. O precedente pioneiro de Stone racial, sexual e estilístico misto, teve uma grande influência na década de 1980 sobre artistas como Prince e James Rick. Legiões de artistas da década de 1990 em diante - incluindo o Public Enemy, Fatboy Slim, Beck e muitos outros - Mineraram o catálogo de Stone para obter ganchos musicais.
Depois de um álbum de estreia que teve uma receptividade discreta, A Whole New Thing (1967), Sly & The Family Stone tiveram seu primeiro sucesso com "Dance to the Music", que mais tarde foi incluída em um álbum de mesmo nome. Apesar de seu terceiro álbum, Life (também 1968), também ter sofrido com baixas vendas, o seu quarto álbum, Stand! (1969), tornou-se um grande sucesso, vendendo mais de três milhões de cópias e gerando um hit single nº 1, "Everyday People." No verão de 1969, Sly & The Family Stone eram um dos maiores nomes da música, lançando mais três singles top 5, "Hot Fun in the Summertime" e "Thank You (Falettinme Be Mice Elf Agin)" / "Everybody is a Star", antes do final do ano, e aparecendo em Woodstock.

### Problemas pessoais e declínio
Com a fama recém-descoberta da banda e o sucesso, vieram muitos problemas. Relacionamentos dentro da banda estavam se deteriorando; não havia atrito, em particular entre os irmãos Stone e Larry Graham. A Epic solicitou maior produção comercial. O Partido dos Panteras Negras exigiu que Stone fizesse a sua música de forma mais militantes e com mais reflexos do movimento Black Power, substituísse Greg Errico e Jerry Martini por instrumentistas afro-americanos, e substituísse o gerente David Kapralik.
Após se mudar para Los Angeles no outono de 1969, Stone e sua banda se tornaram usuários pesados de drogas ilícitas, principalmente cocaína e PCP. Como os membros se tornaram cada vez mais centrados no uso de drogas e festas (Stone carregava uma caixa de violino cheio de medicamentos ilegais onde quer que fosse), as gravações abrandaram significativamente. Entre o verão 1969 e outono de 1971, a banda lançou apenas um single, "Thank You (Falettinme Be Mice Elf Agin)" / "Everybody Is a Star", lançado em dezembro de 1969. A primeira canção foi uma das primeiras gravações a empregar pesadas batidas funky que seriam apresentadas na música funk da década seguinte. Ela apresentou a técnica inovadora do baixista Larry Graham's tocando percussão de baixo com tapinhas "Slapping". Graham disse mais tarde que ele desenvolveu essa técnica em uma banda anterior, a fim de compensar a falta de um baterista na banda.
"Thank You" alcançou o topo da Billboard Hot 100 em fevereiro de 1970. O single também alcançou o 5º lugar na parada R&B e lá permaneceu por cinco semanas, ao mesmo tempo, permanecendo em 1º na parada Pop por duas semanas na primavera de 1970, antes de vender mais de um milhão de cópias.
No outono de 1969, Stone se mudou de São Francisco a Los Angeles com sua então namorada Deborah King, mais tarde, Deborah Santana (esposa de Carlos Santana de 1973 até o pedido de divórcio em 2007). O quinto álbum da banda, There's a Riot Goin' On, refletiu esta turbulência. Grande parte de Riot foi gravada com overdubbing ao contrário de The Family Stone tocando tudo ao mesmo tempo; Stone tocou a maioria das partes e realizou mais dos vocais principais do que o habitual.
A coesão da banda começou lentamente a se desgastar, e suas vendas e popularidade começaram a declinar também. Errico se retirou do grupo em 1971 e acabou por ser substituído por Andy Newmark. Larry Graham e Stone já não estavam em termos amigáveis, e Graham foi demitido no início de 1972 e substituído por Rustee Allen. As versões mais recentes da banda, Fresh (1973) e Small Talk (1974), caracterizado ainda menos da banda e mais de Stone. A reputação da banda por não chegar a performances levaram os promotores a evitar a reserva deles, e depois de uma desastrosa participação na Radio City Music Hall, em janeiro de 1975, The Family Stone se desfez completamente.

## Morte
Stone morreu no dia 9 de junho de 2025 aos 82 anos, vítima de DPOC (Doença Pulmonar Obstrutiva Crônica).

## Discografia
- 1967: A Whole New Thing
- 1968: Dance to the Music (álbum Sly and the Family Stone)
- 1968: Life (álbum Sly and the Family Stone)
- 1969: Stand!
- 1971: There's a Riot Goin' On
- 1973: Fresh (álbum Sly and the Family Stone)
- 1974: Small Talk (album)
- 1975: High on You (creditado somente a "Sly Stone")
- 1976: Heard Ya Missed Me, Well I'm Back
- 1979: Back on the Right Track
- 1982: Ain't but the One Way
- 2009: The Woodstock Experience